# 2009 في سويسرا
فيما يلي قوائم الأحداث التي وقعت خلال عام 2009 في سويسرا.

## سياسة

### تعيين في المنصب
- 1 يناير – أولي ماورر عضو المجلس الفيدرالي السويسري.
- 1 نوفمبر – ديديي بوركالتر عضو المجلس الفيدرالي السويسري.

### انتهاء فترة المنصب
- 1 يناير – أولي ماورر عضو المجلس الوطني السويسري.
- 31 أكتوبر – ديديي بوركالتر عضو مجلس الولايات السويسري.

## رياضة
- 1 يناير – طواف روماندي 2009

## أفلام
من الأفلام التي صدرت هذه السنة في سويسرا:
- 1 يناير – تولبان من إخراج Sergey Dvortsevoy [الإنجليزية]‏.

## وفيات

### أبريل
- 9 أبريل – إدغار بوتشوالدير (مواليد 1916) دراج سويسري.

### مايو
- 10 مايو – موريس مولر (مواليد 1918)

### أغسطس
- 18 أغسطس – هوغو لوتشر (مواليد 1929) كاتب سويسري.[1]

### ديسمبر
- 7 ديسمبر – جيان-ريتو بلاتنر (مواليد 1939)